# Legendary Tales
Legendary Tale je první studiové album od italské kapely Rhapsody of Fire, v době vydání působící pod názvem Rhapsody.

## Seznam skladeb
1. „Ira Tenax“ – 1:13
2. „Warrior of Ice“ – 5:57
3. „Rage of the Winter“ – 6:09
4. „Forest of Unicorns“ – 3:23
5. „Flames of Revenge“ – 5:32
6. „Virgin Skies“ – 1:20
7. „Land of Immortals“ – 4:50
8. „Echoes of Tragedy“ – 3:31
9. „Lord of the Thunder“ – 5:31
10. „Legendary Tales“ – 7:49

## Sestava
- Fabio Lione - zpěv
- Luca Turilli - kytara
- Alex Staropoli - klávesy
- Daniele Carbonera - bicí